# Alchemilla tamarae
Alchemilla tamarae är en rosväxtart som beskrevs av Sergei Vasilievich Juzepczuk. Alchemilla tamarae ingår i släktet daggkåpor, och familjen rosväxter. Inga underarter finns listade i Catalogue of Life.